# Bernard's Watch
Bernard's Watch är en brittisk TV-serie från 1997.

## Handling
Seriens huvudperson är om en pojke som heter Bernard, och har ett fickur med vilket han kan stoppa tiden.

## Rollista
- David Peachey – Bernard Beasley
- Liza Goddard – Berättare
- Ruth Hudson – Mrs. Beasley
- Martin Neil – Mr. Beasley

### Fotnoter
1. 1 2 3 4  hämtat från: engelskspråkiga Wikipedia.[källa från Wikidata]
2. 1 2  hämtat från: spanskspråkiga Wikipedia.[källa från Wikidata]
3. 1 2  hämtat från: engelskspråkiga Wikipedia.[källa från Wikidata]